# Chant funèbre d'une mère...

Chant funèbre d'une mère sur la tombe de son fils mort pour la liberté est une chanson anonyme écrite en 1793 au cours de la Révolution française.

## Interprète
Francesca Solleville dans l'album Musique, citoyennes !, disque 33 tours de Francesca Solleville, sorti pour le bicentenaire de la Révolution en 1989. Distribution Carrere, production Chantons 89 WH. n°66586 CA 272.